# Major League Soccer 2002
Major League Soccer 2002 byl 7. ročník soutěže Major League Soccer působící ve Spojených státech amerických. Základní část i playoff vyhrál tým Los Angeles Galaxy, který získal první titul v MLS. Ročník se ani nemusel odehrát, v listopadu 2001 byla kvůli finančním potížím liga zrušena, dva dny po jejím zrušení se ovšem na popud amerického podnikatele Lamara Hunta (vlastníka týmů Columbus Crew a Kansas City Wizards v MLS a Kansas City Chiefs v NFL) liga obnovila.

## Změny
Kvůli finančním problémům ligy došlo ke snížení počtu účastníků z 12 na 10, byly zrušeny oba floridské celky – Tampa Bay Mutiny a Miami Fusion. Týmy byly rozděleny do dvou konferencí po pěti týmech, jako to bylo do sezony 1999.

## Základní část

### Západní konference
| Poř. | Tým                  | Z  | V  | R | P  | VG | OG | B  |
| ---- | -------------------- | -- | -- | - | -- | -- | -- | -- |
| 1.   | Los Angeles Galaxy   | 28 | 16 | 3 | 9  | 44 | 33 | 51 |
| 2.   | San Jose Earthquakes | 28 | 14 | 3 | 11 | 45 | 35 | 45 |
| 3.   | Dallas Burn          | 28 | 12 | 7 | 9  | 44 | 43 | 43 |
| 4.   | Colorado Rapids      | 28 | 13 | 4 | 11 | 43 | 48 | 43 |
| 5.   | Kansas City Wizards  | 28 | 9  | 9 | 10 | 37 | 45 | 36 |

|  | Postup do playoff |

### Východní konference
| Poř. | Tým                    | Z  | V  | R | P  | VG | OG | B  |
| ---- | ---------------------- | -- | -- | - | -- | -- | -- | -- |
| 1.   | New England Revolution | 28 | 12 | 2 | 14 | 49 | 49 | 38 |
| 2.   | Columbus Crew          | 28 | 11 | 5 | 12 | 44 | 43 | 38 |
| 3.   | Chicago Fire           | 28 | 11 | 4 | 13 | 43 | 38 | 37 |
| 4.   | MetroStars             | 28 | 11 | 2 | 15 | 41 | 47 | 35 |
| 5.   | D.C. United            | 28 | 9  | 5 | 14 | 31 | 40 | 32 |

|  | Postup do playoff |

### Celkové pořadí
| Poř. | Tým                    | Z  | V  | R | P  | VG | OG | B  |
| ---- | ---------------------- | -- | -- | - | -- | -- | -- | -- |
| 1.   | Los Angeles Galaxy     | 28 | 16 | 3 | 9  | 44 | 33 | 51 |
| 2.   | San Jose Earthquakes   | 28 | 14 | 3 | 11 | 45 | 35 | 45 |
| 3.   | Dallas Burn            | 28 | 12 | 7 | 9  | 44 | 43 | 43 |
| 4.   | Colorado Rapids        | 28 | 13 | 4 | 11 | 43 | 48 | 43 |
| 5.   | New England Revolution | 28 | 12 | 2 | 14 | 49 | 49 | 38 |
| 6.   | Columbus Crew          | 28 | 11 | 5 | 12 | 44 | 43 | 38 |
| 7.   | Chicago Fire           | 28 | 11 | 4 | 13 | 43 | 38 | 37 |
| 8.   | Kansas City Wizards    | 28 | 9  | 9 | 10 | 37 | 45 | 36 |
| 9.   | MetroStars             | 28 | 11 | 2 | 15 | 41 | 47 | 35 |
| 10.  | D.C. United            | 28 | 9  | 5 | 14 | 31 | 40 | 32 |

|  | Postup do playoff |

## Playoff
|  | Čtvrtfinále            | Čtvrtfinále            |                        |             | Semifinále | Semifinále |  |  | Finále | Finále |
|  |                        |                        |                        |             |            |            |  |  |        |        |
|  |                        |                        |                        |             |            |            |  |  |        |        |
|  | Los Angeles Galaxy     | 3 \| 1 \| 5            |                        |             |            |            |  |  |        |        |
|  | Los Angeles Galaxy     | 3 \| 1 \| 5            |                        |             |            |            |  |  |        |        |
|  | Kansas City Wizards    | 2 \| 4 \| 2            |                        |             |            |            |  |  |        |        |
|  | Kansas City Wizards    | 2 \| 4 \| 2            | Los Angeles Galaxy     | 4 \| 1      |            |            |  |  |        |        |
|  |                        |                        | Los Angeles Galaxy     | 4 \| 1      |            |            |  |  |        |        |
|  |                        | Colorado Rapids        | 0 \| 0                 |             |            |            |  |  |        |        |
|  | Dallas Burn            | Colorado Rapids        | 0 \| 0                 | 4 \| 0 \| 1 |            |            |  |  |        |        |
|  | Dallas Burn            |                        |                        | 4 \| 0 \| 1 |            |            |  |  |        |        |
|  | Colorado Rapids        | 2 \| 1 \|1*            |                        |             |            |            |  |  |        |        |
|  | Colorado Rapids        | 2 \| 1 \|1*            | Los Angeles Galaxy     | 1           |            |            |  |  |        |        |
|  |                        |                        | Los Angeles Galaxy     | 1           |            |            |  |  |        |        |
|  |                        | New England Revolution | 0                      |             |            |            |  |  |        |        |
|  | New England Revolution | New England Revolution | 0                      | 2 \| 1 \| 2 |            |            |  |  |        |        |
|  | New England Revolution |                        |                        | 2 \| 1 \| 2 |            |            |  |  |        |        |
|  | Chicago Fire           | 0 \| 2 \| 0            |                        |             |            |            |  |  |        |        |
|  | Chicago Fire           | 0 \| 2 \| 0            | New England Revolution | 0\|1\|2     |            |            |  |  |        |        |
|  |                        |                        | New England Revolution | 0\|1\|2     |            |            |  |  |        |        |
|  |                        | Columbus Crew          | 0\|0\|2                |             |            |            |  |  |        |        |
|  | San Jose Earthquakes   | Columbus Crew          | 0\|0\|2                | 1 \| 1      |            |            |  |  |        |        |
|  | San Jose Earthquakes   |                        |                        | 1 \| 1      |            |            |  |  |        |        |
|  | Columbus Crew          | 2 \| 4                 |                        |             |            |            |  |  |        |        |
|  | Columbus Crew          | 2 \| 4                 |                        |             |            |            |  |  |        |        |

### Finále
| 20. října 2002     |     |                        |                                                                                  |
| Los Angeles Galaxy | 1:0 | New England Revolution | Gillette Stadium, Foxborough, Massachusetts diváci: 61 316 rozhodčí: Kevin Terry |
| Carlos Ruiz 113'   |     |                        | Gillette Stadium, Foxborough, Massachusetts diváci: 61 316 rozhodčí: Kevin Terry |

| Los Angeles Galaxy: |    |                     |     |     |
|                     |    |                     |     |     |
| GK                  | 22 | Kevin Hartman       |     |     |
| DF                  | 23 | Danny Califf        |     |     |
| DF                  | 30 | Alexi Lalas         |     |     |
| DF                  | 14 | Tyrone Marshall     |     |     |
| MF                  | 17 | Ezra Hendrickson    |     |     |
| MF                  | 13 | Cobi Jones (C)      |     |     |
| MF                  | 12 | Simon Elliott       | 95' |     |
| MF                  | 10 | Mauricio Cienfuegos |     | 62' |
| MF                  | 11 | Sasha Victorine     |     |     |
| FW                  | 20 | Carlos Ruiz         |     |     |
| FW                  | 10 | Alejandro Moreno    |     | 67' |
| Náhradníci:         |    |                     |     |     |
| MF                  | 8  | Peter Vagenas       |     | 62' |
| FW                  | 5  | Chris Albright      |     | 67' |
| Trenér:             |    |                     |     |     |
| Sigi Schmid         |    |                     |     |     |

| New England Revolution: |    |                    |     |       |
|                         |    |                    |     |       |
| GK                      | 24 | Adin Brown         |     |       |
| DF                      | 6  | Jay Heaps          |     |       |
| DF                      | 18 | Carlos Llamosa     | 60' | 90+2' |
| DF                      | 12 | Daouda Kanté       |     |       |
| DF                      | 8  | Joe Franchino (C)  | 24' |       |
| MF                      | 14 | Steve Ralston      |     |       |
| MF                      | 2  | Leo Cullen         |     |       |
| MF                      | 7  | Daniel Hernández   |     |       |
| MF                      | 5  | Brian Kamler       |     | 90'   |
| FW                      | 13 | Wolde Harris       |     | 75'   |
| FW                      | 20 | Taylor Twellman    |     |       |
| Náhradníci:             |    |                    |     |       |
| DF                      | 19 | Rusty Pierce       |     | 90+2' |
| MF                      | 10 | Alex Pineda Chacón |     | 75'   |
| MF                      | 25 | Winston Griffiths  |     | 90'   |
| Trenér:                 |    |                    |     |       |
| Steve Nicol             |    |                    |     |       |

#### Vítěz
| Major League Soccer 2002 Los Angeles Galaxy 1. titul B: Hartman O: Albright, Califf, Hendrickson, Lalas, Marshall Z: Cienfuegos, Elliott, Jones, Vagenas, Victorine Ú: Moreno, Ruiz Trenér: Sigi Schmid |

## MLS All-Star Game 2002
| 3. srpna 2002                                          |     |                                   |                                                                                          |
| MLS                                                    | 3:2 | USA                               | Robert F. Kennedy Memorial Stadium, Washington, D.C. diváci: 31 096 rozhodčí: Brian Hall |
| Jason Kreis 59' Marco Etcheverry 72' Steve Ralston 81' |     | 58' Landon Donovan 76' Cobi Jones | Robert F. Kennedy Memorial Stadium, Washington, D.C. diváci: 31 096 rozhodčí: Brian Hall |

| MLS:         |    |                   |  |     |     |     |
|              |    |                   |  |     |     |     |
| GK           | 18 | Tim Howard        |  | 46' |     |     |
| DF           | 3  | Ryan Suarez       |  | 18' |     |     |
| DF           | 12 | Mike Petke        |  | 46' | 70' |     |
| DF           | 4  | Carlos Bocanegra  |  |     |     | 78' |
| MF           | 14 | Steve Ralston     |  | 46' | 70' |     |
| MF           | 8  | Richard Mulrooney |  |     | 70' | 78' |
| MF           | 10 | Carlos Valderrama |  |     | 70' |     |
| MF           | 21 | Dema Kovalenko    |  | 46' | 70' |     |
| MF           | 20 | Mark Chung        |  |     | 70' |     |
| FW           | 33 | Taylor Twellman   |  | 46' |     |     |
| FW           | 15 | Carlos Ruiz       |  | 46' |     |     |
| Náhradníci:  |    |                   |  |     |     |     |
| GK           | 1  | Joe Cannon        |  | 46' |     |     |
| DF           | 24 | Wade Barrett      |  | 18' |     |     |
| MF           |    | Chris Klein       |  | 46' |     |     |
| MF           |    | Joselito Vaca     |  | 46' |     |     |
| MF           | 11 | Marco Etcheverry  |  | 46' |     |     |
| FW           | 7  | Ariel Graziani    |  | 46' |     |     |
| FW           | 9  | Jason Kreis       |  | 46' |     |     |
| Trenér:      |    |                   |  |     |     |     |
| Frank Yallop |    |                   |  |     |     |     |

| USA:        |    |                   |  |     |
|             |    |                   |  |     |
| GK          | 1  | Tony Meola        |  | 46' |
| DF          | 23 | Eddie Pope        |  | 46' |
| DF          | 16 | Carlos Llamosa    |  | 46' |
| DF          | 12 | Jeff Agoos        |  | 46' |
| MF          | 13 | Cobi Jones        |  |     |
| MF          | 10 | Brian Maisonneuve |  |     |
| DF          | 25 | Pablo Mastroeni   |  |     |
| MF          | 9  | Preki             |  | 46' |
| MF          | 7  | DaMarcus Beasley  |  |     |
| FW          | 21 | Landon Donovan    |  |     |
| FW          | 20 | Brian McBride     |  |     |
| Náhradníci: |    |                   |  |     |
| GK          | 18 | Juergen Sommer    |  | 46' |
| DF          | 22 | Alexi Lalas       |  | 46' |
| DF          |    | Mike Burns        |  | 46' |
| MF          | 19 | Chris Henderson   |  | 46' |
| MF          |    | Chad Deering      |  | 46' |
| MF          |    | John Harkes       |  |     |
| FW          |    | Josh Wolff        |  |     |
| Trenér:     |    |                   |  |     |
| Bruce Arena |    |                   |  |     |

## Ocenění

### Nejlepší hráči
- Nejlepší hráč:  Carlos Ruiz (Los Angeles Galaxy)
- Nejproduktivnější hráč:  Taylor Twellman (New England Revolution)
- Obránce roku:  Carlos Bocanegra (Chicago Fire)
- Brankář roku:  Joe Cannon (San Jose Earthquakes)
- Nováček roku:  Kyle Martino (Columbus Crew)
- Trenér roku:  Steve Nicol (New England Revolution)
- Comeback roku:  Chris Klein (Kansas City Wizards)
- Gól roku:  Carlos Ruiz (Los Angeles Galaxy)
- Cena Fair Play:  Mark Chung (Colorado Rapids)
- Humanista roku:  Steve Jolley (MetroStars)

#### MLS Best XI 2002
| Brankář                 | Obránci                                                                                              | Záložníci | Útočníci                                                                                                  |
| ----------------------- | --- | --- | --- |
| Tim Howard (MetroStars) | Wade Barrett (San Jose Earthquakes) Carlos Bocanegra (Chicago Fire) Alexi Lalas (Los Angeles Galaxy) | Mark Chung (Colorado Rapids) Ronnie Ekelund (San Jose Earthquakes) Óscar Pareja (Dallas Burn) Steve Ralston (New England Revolution) | Jeff Cunningham (Columbus Crew) Carlos Ruiz (Los Angeles Galaxy) Taylor Twellman (New England Revolution) |